# Alben William Barkley
Alben William Barkley (24. listopadu 1877 Graves County, Kentucky – 30. dubna 1956 Lexington, Virginie) byl americký státník a demokratický politik, 35. viceprezident USA.
Po vystudování působil jako právník v Peducah v Kentucky. Vstoupil do Demokratické strany a v letech 1913–1927 zastupoval svůj rodný stát ve Sněmovně reprezentantů sedm volebních období po sobě. V roce 1926 byl zvolen do Senátu, kde nepřetržitě působil až do roku 1949. Profiloval se jako jeden z nejhorlivějších podporovatelů Nového údělu. Toto téma se stalo hlavním bodem jeho nejtěsnější kampaně za znovuzvolení v roce 1938, kdy stál proti Albertu Chandlerovi, tehdejšímu guvernérovi Kentucky. Díky silné podpoře prezidenta Roosevelta se mu nakonec podařilo zvítězit, když získal 56 % hlasů.
Od 20. ledna 1949 do 20. ledna 1953 působil jako 35. viceprezident USA ve vládě prezidenta Trumana. Barkley byl v tomto úřadu přezdíván „the Veep“ (čti [víp]), podle jeho historky, že právě takto si jeho desetiletý vnuk Stephen M. Truitt zkrátil těžkopádné Mr. Vice President („pan viceprezident“). Po jeho odchodu z úřadu se slovo stále užívalo jako zkratka pro viceprezidenta.
V roce 1952 usiloval o nominaci na prezidenta, ale vzdal se jí, když byl konfrontován s názory, že je na úřad ve svých 74 letech už příliš starý. V roce 1954 byl ještě jednou zvolen do Senátu. Zemřel 30. dubna 1956 na infarkt myokardu v průběhu svého projevu na Mock Convention na univerzitě v Lexingtonu.